# Ginnastica artistica ai XVIII Giochi del Mediterraneo
Le competizioni di ginnastica artistica ai XVIII Giochi del Mediterraneo si sono svolte dal 23 al 26 giugno 2018 presso il Pabellón Olímpico di Reus, in Spagna.
Sono state assegnate le medaglie in tutte le specialità di attrezzo maschili e femminili, compreso il concorso individuale e quello a squadre.

## Calendario
Il calendario delle gare è stato il seguente:
| ● | Competizioni | ● | Finali |

| Giugno/Luglio |    |    |    |    |    |    |    |    |    |
| 22            | 23 | 24 | 25 | 26 | 27 | 28 | 29 | 30 | 1º |
|               | ●  | 2  | 2  | 10 |    |    |    |    |    |

## Podi

### Uomini
| Evento                | Oro                                                                           | Punteggio | Argento                                                                     | Punteggio | Bronzo                                                                    | Punteggio |
| Ginnastica artistica  |                                                                               |           |                                                                             |           |                                                                           |           |
| Concorso individuale  | Marios Georgiou                                                               | 84.050    | Julien Gobaux                                                               | 83.850    | Ahmet Önder                                                               | 82.900    |
| Concorso a squadre    | Spagna Néstor Abad Thierno Diallo Nicolau Mir Alberto Tallón Rayderley Zapata | 250.550   | Turchia Ümit Şamiloğlu Ferhat Arıcan İbrahim Çolak Ahmet Önder Sercan Demir | 250.000   | Francia Axel Augis Loris Frasca Julien Gobaux Paul Degouy Cyril Tommasone | 249.900   |
| Corpo libero          | Rayderley Zapata                                                              | 14.500    | Ahmet Önder                                                                 | 14.366    | Rok Klavora                                                               | 14.133    |
| Cavallo con maniglie  | Cyril Tommasone                                                               | 15.033    | Robert Seligman                                                             | 14.966    | Marios Georgiou                                                           | 14.500    |
| Anelli                | İbrahim Çolak                                                                 | 15.233    | Marco Lodadio                                                               | 14.933    | Ali Zahran                                                                | 14.733    |
| Volteggio             | Loris Frasca                                                                  | 14.716    | Ahmet Önder                                                                 | 14.583    | Ferhat Arıcan                                                             | 14.333    |
| Parallele simmetriche | Ahmet Önder                                                                   | 15.033    | Marios Georgiou                                                             | 14.933    | Julien Gobaux                                                             | 14.533    |
| Sbarra                | Marios Georgiou                                                               | 14.133    | Ümit Şamiloğlu                                                              | 14.066    | Néstor Abad                                                               | 14.033    |

### Donne
| Evento                 | Oro | Punteggio | Argento                                                                               | Punteggio | Bronzo                                                                     | Punteggio |
| Ginnastica artistica   | |           |                                                                                       |           |                                                                            |           |
| Concorso individuale   | Lara Mori                                                                                                | 53.200    | Louise Vanhille                                                                       | 52.050    | Ana Pérez                                                                  | 51.450    |
| Concorso a squadre     | Italia Giada Grisetti Caterina Cereghetti Francesca Noemi Linari Lara Mori Martina Basile Martina Maggio | 155.250   | Francia Marine Boyer Grâce Charpy Morgane Osyssek-Reimer Sheyen Petit Louise Vanhille | 154.400   | Spagna Paula Raya Helena Bonilla Nora Fernández Ana Pérez Cintia Rodríguez | 151.550   |
| Corpo libero           | Lara Mori                                                                                                | 13.600    | Göksu Üçtaş                                                                           | 12.533    | Cintia Rodríguez                                                           | 12.466    |
| Volteggio              | Nancy Taman                                                                                              | 13.899    | Tjaša Kysselef                                                                        | 13.733    | Teja Belak                                                                 | 13.499    |
| Parallele asimmetriche | Louise Vanhille                                                                                          | 13.166    | Paula Raya                                                                            | 12.700    | Lucija Hribar                                                              | 12.533    |
| Trave di equilibrio    | Marine Boyer                                                                                             | 14.033    | Giada Grisetti                                                                        | 13.366    | Louise Vanhille                                                            | 12.900    |

## Medagliere
| Posizione | Paese    | Oro | Argento | Bronzo | Totale |
| --------- | -------- | --- | ------- | ------ | ------ |
| 1         | Francia  | 4   | 3       | 3      | 10     |
| 2         | Italia   | 3   | 2       | 0      | 7      |
| 3         | Turchia  | 2   | 5       | 2      | 9      |
| 4         | Spagna   | 2   | 1       | 4      | 7      |
| 5         | Cipro    | 2   | 1       | 1      | 4      |
| 6         | Egitto   | 1   | 0       | 1      | 2      |
| 7         | Slovenia | 0   | 1       | 3      | 4      |
| 8         | Croazia  | 0   | 1       | 0      | 1      |
| Totale    | Totale   | 14  | 14      | 14     | 42     |